# Wandsworth

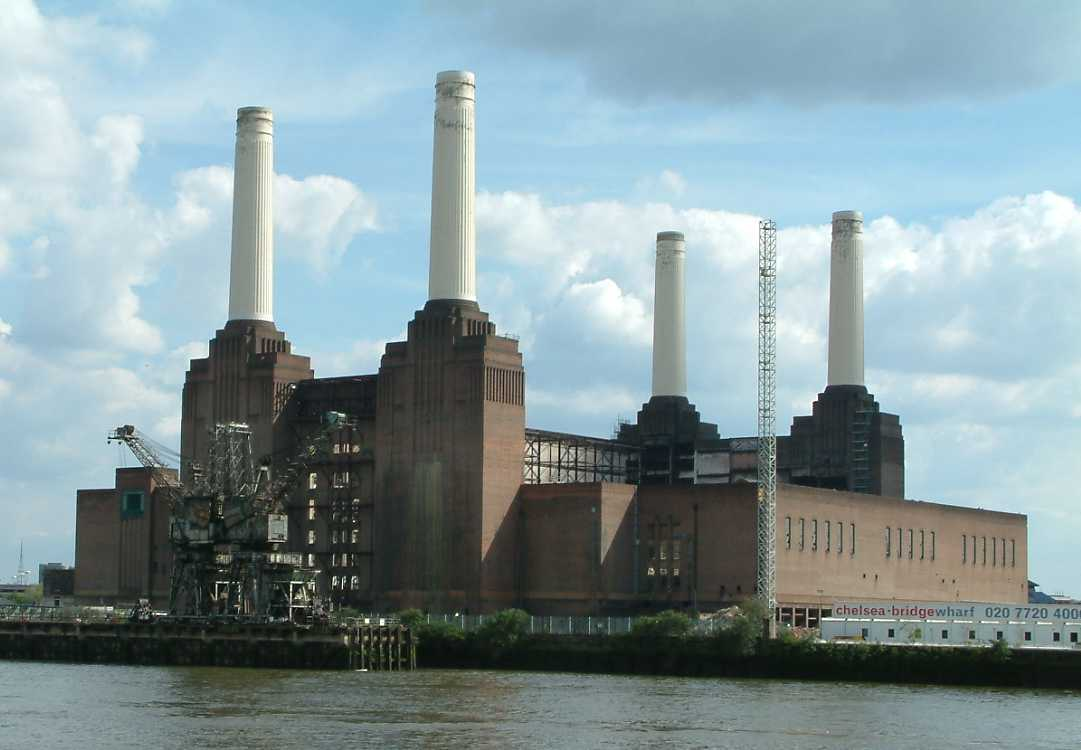
Battersea Power Station.

Wandsworth är en stadsdel (district) i sydvästra London, i London Borough of Wandsworth. Den ligger där floden Wandle rinner ut i Themsen och omnämns redan i Domesday Book.
Från 1831 till 2006 har bryggeriet Young's bryggt sitt öl här, i Ram Brewery (bryggeriets symbol är gumse). År 2006 köptes ett annat bryggeri, Wells i Bedford. Numera bryggs Young's öl i Bedford, men Young's har fortfarande sitt kontor i Wandsworth.